# Oldenlandia mitrasacmoides
Oldenlandia mitrasacmoides är en måreväxtart som först beskrevs av Ferdinand von Mueller, och fick sitt nu gällande namn av Ferdinand von Mueller. Oldenlandia mitrasacmoides ingår i släktet Oldenlandia och familjen måreväxter.

## Underarter
Arten delas in i följande underarter:
- O. m. mitrasacmoides
- O. m. nigricans
- O. m. trachymenoides